# Les Cinq Dernières Minutes
Pour l’article homonyme, voir Les Cinq Dernières Minutes pour le film italien.
Les Cinq Dernières Minutes est une série télévisée française d'enquêtes policières créée par Claude Loursais, en 149 épisodes répartis sur trois générations. Elle met en vedette les personnages du commissaire Bourrel et de son adjoint. C'est la série française qui a la plus longue diffusion de France (diffusée pendant 38 ans). 
La première série comprend 56 épisodes, dont 51 en noir et blanc, diffusés du 1er janvier 1958 au 7 novembre 1973 sur la chaîne RTF Télévision puis sur la Première chaîne de l'ORTF. Les cinq derniers épisodes sont réalisés en couleur. La mort de Raymond Souplex met un terme à cette première formule.
Après une période transitoire comprenant 4 épisodes de 90 minutes tournés en couleurs avec Christian Barbier, diffusés du 19 juillet 1974 au 16 janvier 1975 sur la Première chaîne avant qu'elle ne devienne TF1 en 1975, la deuxième série en 72 épisodes de 90 minutes en couleurs avec Jacques Debary est diffusée du 10 mai 1975 au 23 février 1992 sur Antenne 2. Enfin, la troisième formule, composée de 17 épisodes avec Pierre Santini, est programmée du 20 novembre 1992 au 20 décembre 1996 sur France 2.
En dehors de quelques épisodes diffusés par des chaînes thématiques payantes comme Canal Jimmy, la première série est rediffusée sur la chaîne nationale privée La Cinq de 1987 à 1990.

## Principe et formule de la série
Toute première longue série d'enquêtes policières de la télévision française, ce programme est fondé sur l'exposition d'une enquête où le spectateur, en compagnie de l'inspecteur puis commissaire Antoine Bourrel et de son adjoint Dupuy, est censé rechercher les indices qui permettront de découvrir le coupable.
Dès ses premiers numéros, l'émission intègre chaque épisode dans un milieu professionnel ou social nouveau, le plus souvent étranger à Bourrel : champs de courses hippiques (L'Avoine et l'Oseille), agences d'intérim (Meurtre par intérim), univers de la Tour Eiffel (La Rose de fer), entreprise du disque (45 tours et puis s'en vont), vie des Halles (Un mort sur le carreau), exploitation de la halle au vin (Quand le vin est tiré), imprimerie de labeur, les ferrailleurs, les artisans du Village suisse, etc.
À son tout début, la série se présente sous la forme d’une émission-jeu. Intégralement tournée en studio durant cette période, elle est réalisée en direct, ce qui représente une très complexe production. Deux téléspectateurs présélectionnés assistent au tournage et doivent découvrir quelle est l'identité du personnage coupable de l'intrigue, au moment de la célèbre apostrophe : « Bon Dieu ! Mais c'est… Bien sûr ! » de l'inspecteur Bourrel. Pour cette formule initiale, chacun des deux candidats a le droit de regarder à nouveaux deux séquences de son choix, que peuvent également visionner en même temps les téléspectateurs, comme la fameuse séquence de l'échange de verres de champagne dans le premier épisode, diffusé pendant les fêtes et intitulé lors de sa diffusion Qui a tué Mona ?. Dans certains des premiers épisodes, l'inspecteur Bourrel regarde l'objectif de la caméra et prend directement à témoin les téléspectateurs de son action et de ses doutes. Ce concept original est toutefois abandonné à partir de 1961 pour devenir une fiction plus conventionnelle, conservant toutefois les indices disséminés dans certaines séquences permettant au téléspecteur d'émettre ses hypothèses et révéler son intime conviction.
Durant quelques années, le télécinéma est utilisé et les acteurs doivent rejouer aussi exactement que possible les scènes redemandées. Jusqu'au milieu des années 1960, l'enregistrement de l'émission pour sa rediffusion est réalisé grâce au principe du kinéscope, une caméra de cinéma à pellicule, synchronisée, filmant un écran de télévision. Au tout début des années 1960, le magnétoscope adapté à la norme de télévision française en 819 lignes, bien qu'au point, n'est que très rarement exploité. Deux unités de ces très coûteux et complexes appareils sont acquis par la RTF auprès des sociétés américaines Ampex et RCA, mais le kinéscope format 16 mm reste longtemps le seul moyen de rediffuser l'émission, procurant une image de piètre qualité souvent déformée, avec l'usure visible de la pellicule. Les enregistrements vidéo sont le plus souvent limités à quelques émissions spéciales, car leur complexité d'utilisation et le coût des bandes magnétiques restent un frein à leur exploitation. Toutefois, certains épisodes sont enregistrés en vidéo et, lors de la diffusion du programme sur la Deuxième chaîne de l'ORTF, en 625 lignes noir et blanc à partir de 1964. De l'introduction du standard Sécam en 1967 et jusqu'en 1973, on peut enfin découvrir quelques dernières enquêtes de Bourrel en vidéo, voire en couleurs, avant que la nouvelle adaptation ne soit proposée.
À cette même période, le décès de Raymond Souplex, survenu fin 1972, met un terme à cette première formule avec sa distribution d'acteurs d'origine. On retrouve toutefois le patronyme de l'inspecteur Ménardeau dans les deux formules suivantes de la fiction.

## Distribution

### Première série

Distribution : rôles principaux
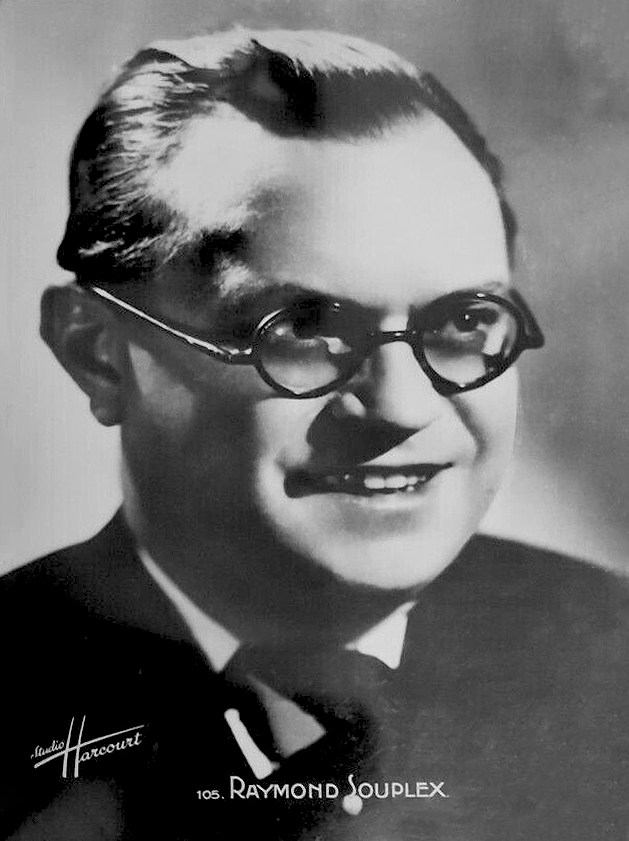
Raymond Souplex, (Antoine Bourrel).
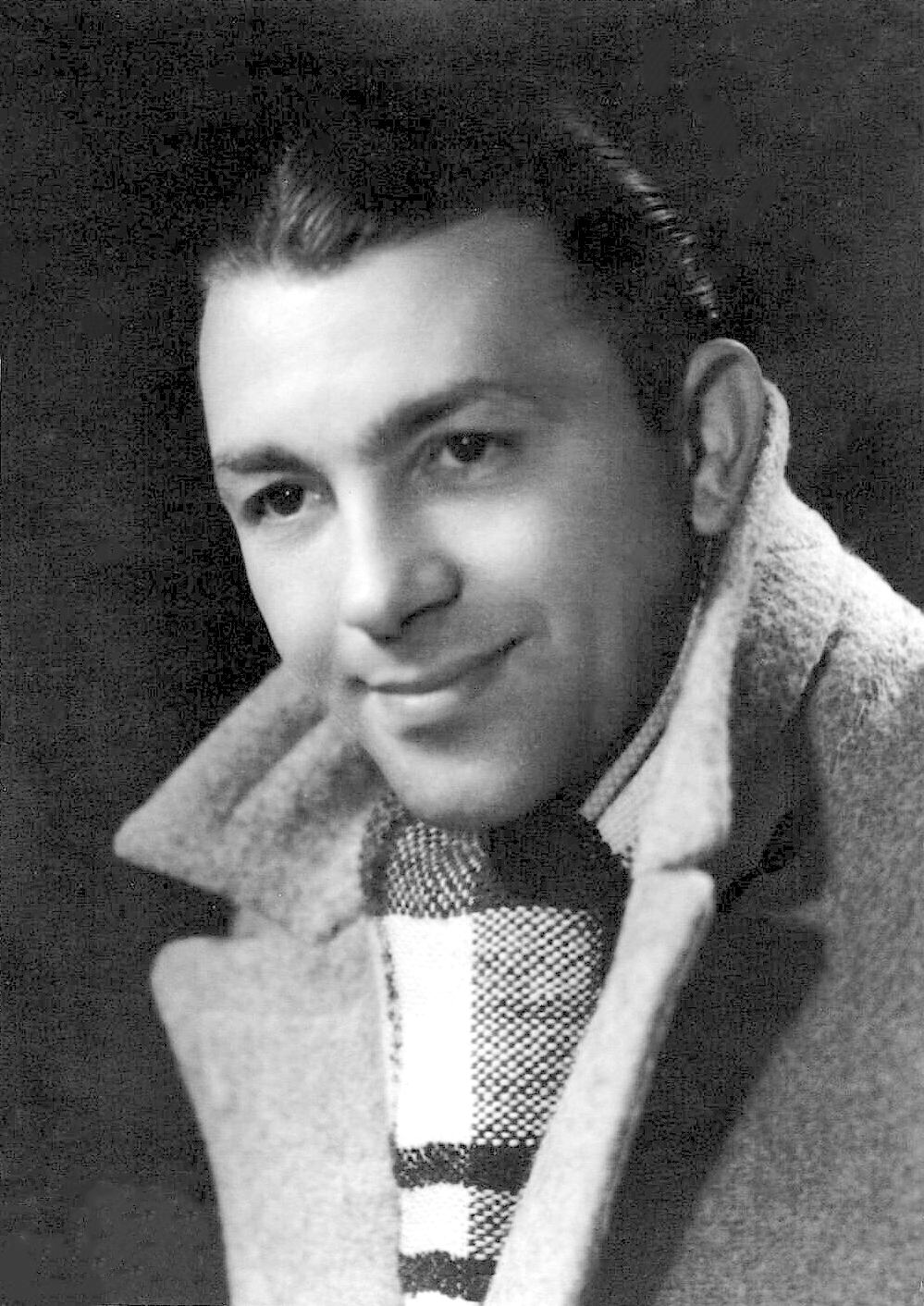
Jean Daurand, (l'inspecteur Dupuy).
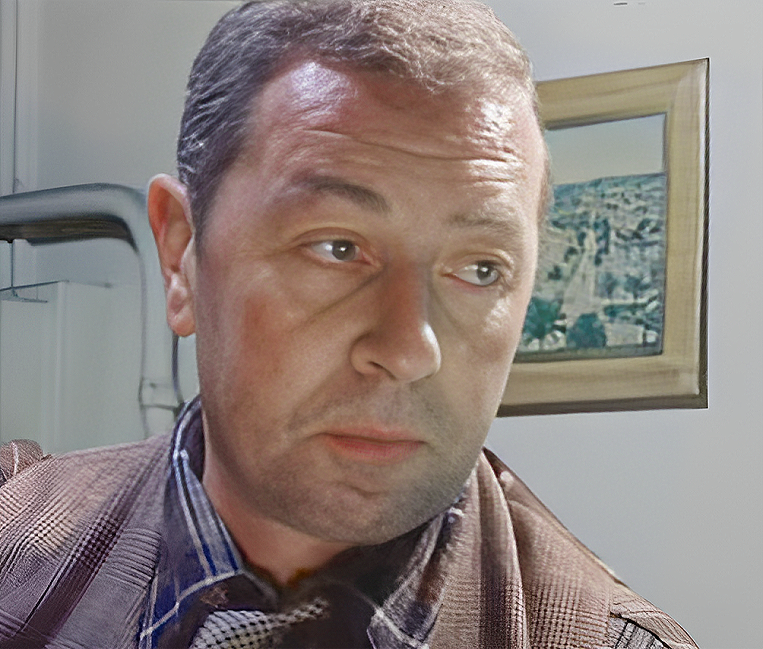
Pierre Collet, (le brigadier Coulomb).

- Raymond Souplex : l'inspecteur principal puis commissaire Antoine Bourrel (1958-1973) (à l'épisode 36 Des fleurs pour l'inspecteur).
- Jean Daurand : l'inspecteur Dupuy[3].
- Pierre Collet : le brigadier Coulomb, planton en faction devant le bureau de Bourrel.

### Période intermédiaire
- Christian Barbier : le commissaire Le Carré (1974-1975 : 2 épisodes).
- Marc Eyraud : inspecteur Lucien Ménardeau (1974-1974 : 3 épisodes).
- Henri Lambert : l'inspecteur Lindet (1974 : 1 épisode).

### Deuxième série
- Jacques Debary : commissaire Thomas/Julien Cabrol (1975-1992).
- Marc Eyraud : inspecteur Germain/Lucien Ménardeau (1975-1992).

### Troisième série
- Pierre Santini : commissaire Julien Massard (1992-1996).
- Pierre Hoden : inspecteur Antoine Barrier (1992-1996).

### Acteurs invités
Parmi les nombreux acteurs invités au cours de la série, on peut citer notamment, par ordre alphabétique :
- Jean-Pierre Andréani ;
- Elisabeth Alain ;
- Nadine Alari ;
- Anémone ;
- Pascale Audret ;
- Tania Balachova ;
- Loleh Bellon ;
- Serge Bento ;
- Claude Berri ;
- Charles Blavette ;
- Paul Bonifas ;
- Jean Bolo ;
- Micheline Boudet ;
- Michel Boujenah ;
- Michel Bouquet ;
- Marcel Bozzuffi (crédité Marcel Bozzufi au générique de l'épisode 24, Le Tzigane et la Dactylo) ;
- Pierre Brasseur ;
- Gérard Buhr (D'une pierre deux coups, épisode 2 (9 mars 1958) ; Au fil de l'histoire, épisode 14 (1er mars 1960)) ;
- Isabelle Carré (épisode Meurtre à l'université, 1994) ;
- Jean-Pierre Cassel ;
- Claude Cerval ;
- François Chaumette ;
- Maurice Chevit ;
- Pierre Clémenti ;
- Bradley Cole ;
- Léonce Corne ;
- Claudine Coster ;
- Paul Crauchet ;
- Henri Crémieux ;
- Robert Dalban ;
- Madeleine Damien (épisode 44, Voies de faits, 1967) ;
- François Darbon ;
- Jacques David ;
- Alain Dekok (crédité Alain Dekock au générique de l'épisode 23, L'épingle du jeu) ;
- Hubert Deschamps ;
- Hélène Dieudonné ;
- Dora Doll ;
- Marie Dubois (Poison d'eau douce, épisode 13 (3 novembre 1959) : Mariette, sous le nom de Claudine Huzé ; Qui trop embrasse épisode 18 (22 novembre 1960) : Sylvie, sous le nom de Marie Dubois) ;
- Roger Dumas ;
- Pierre Duncan ;
- François Dyrek ;
- Danièle Évenou ;
- Françoise Fabian ;
- Véra Feyder ;
- Jean Franval ;
- Bernard Fresson ;
- Serge Gainsbourg (Des fleurs pour l'inspecteur, épisode 36 (25 septembre 1965) : Sébastian le clochard) ;
- Marion Game ;
- Denise Gence ;
- Claude Gensac, Marcel Bozzuffi, Claude Berri, Yves Régnier, Pierre Tornade (45 tours et puis s'en vont) ;
- Frédéric Gérard ;
- Georges Geret ;
- Raymond Gérôme ;
- Yolande Gilot ;
- Claude Giraud ;
- Guy Grosso ;
- Henri Guisol ;
- Jess Hahn ;
- Gérard Hernandez ;
- Harry-Max ;
- Catherine Jacob ;
- Henri-Jacques Huet ;
- Sylvain Joubert ;
- Lila Kedrova ;
- Guy Kerner ;
- Éric Laborey ;
- Elina Labourdette ;
- Ginette Leclerc ;
- René Lefèvre ;
- Paul Le Person ;
- Claude Berri ;
- Margo Lion ;
- Micheline Luccioni ;
- Judith Magre ;
- Jacques Marin ;
- Mary Marquet ;
- Mike Marshall ;
- Henri Marteau ;
- Serge Martina ;
- Patrice Melennec ;
- Armand Mestral ;
- Claire Nadeau ;
- Jacques Monod ;
- Alain Mottet (1974 : épisode Fausses Notes : Igor Cléry, 1980 : épisode Un parfum d'Angélique) ;
- Charles Moulin ;
- Véronique Nordey ;
- Claude Nicot ;
- Bernard Noël ;
- Jean Ozenne ;
- Marie-Georges Pascal ;
- Marco Perrin ;
- François Perrot ;
- Bernard Pinet ;
- Jean-François Poron ;
- Robert Porte ;
- Paul Préboist ;
- Lucien Raimbourg ;
- Christian Rauth ;
- Rellys ;
- Albert Remy ;
- Évelyne Rey ;
- Pascale Roberts ;
- Jean-Claude Rolland ;
- Jackie Rollin alias Jackie Sardou ;
- Fernand Sardou ;
- Yvon Sarray ;
- Edith Scob ;
- Henri Serre ;
- Joanna Shimkus ;
- Andrée Tainsy ;
- Henri Tisot ;
- Jean Topart ;
- Pierre Tornade ;
- Michel Tureau ;
- Fred Ulysse ;
- André Valmy ;
- Robert Vattier ;
- Henri Vilbert ;
- Vania Vilers ;
- Yves Vincent ;
- Henri Virlogeux ;
- Michel Vitold ;
- André Weber.

La série a également permis au grand public de découvrir de jeunes acteurs, comme Yves Rénier. Marc Eyraud fut le seul acteur à jouer dans la première série (La Rose de fer), la période intermédiaire et la deuxième série (l'inspecteur Ménardeau). Maurice Chevit joua dans la première série (épisodes Cherchez la femme et Le Tzigane et la dactylo en 1961) puis la deuxième (épisodes Un parfum d'angélique et Le Retour des coulons en 1980 et 1981).

## Autour de la série
Cette série rencontra un énorme succès populaire jusqu'à la disparition de son interprète principal, Raymond Souplex, en novembre 1972. Par égard pour la qualité de son incarnation du personnage, les enquêteurs interprétés par les acteurs qui lui succèdent, ne se nomment plus Bourrel mais Le Carré, Cabrol et Massard.
Outre Claude Loursais, plusieurs réalisateurs ont participé à cette série, notamment Jean-Pierre Decourt, Bernard Hecht, Jean-Yves Jeudi, Guy Lessertisseur, Jean-Pierre Marchand, Roger Pigaut, Raymond Pontarlier et Guy Séligmann. Les scénarios de la première série étaient principalement signés par Jean Cosmos, Fred Kassak ou encore Louis C. Thomas.
L'indicatif musical du générique de l'émission (avec trompette solo interprétée par Pierre Thibaud dans un style jazz) s'intitule Arsenic Blues et a été composée par Marc Lanjean. Ce titre fut créé et utilisé à l’origine, pour le film La Peau de l’Ours (1957), où le rôle principal, celui d’un commissaire de police, est tenu par Jean Richard, qui interpréta plus tard le Commissaire Maigret dans la série Les Enquêtes du commissaire Maigret. Cette dernière, contemporaine des Cinq Dernières Minutes et tout aussi populaire, était diffusée sur les mêmes chaînes. En référence, dans une des scènes de l’épisode La Mort aux Truffes des Cinq Dernières Minutes, un couple regarde un épisode des Enquêtes du Commissaire Maigret dont on entend l’indicatif.
Raymond Souplex définissait ainsi son personnage : « C'est un célibataire bourru qui, rentré le soir chez lui, se confectionne deux œufs sur le plat… »
En 1977, Jean Daurand est appelé pour incarner le commissaire Dupuy dans la série Brigade des mineurs. Dans le 1er épisode, on voit qu'il conserve sur son bureau une photo du commissaire Bourrel, son complice disparu depuis quelques années.
Entre 1967 et 1973, la télé allemande de l'ouest (ARD/NDR) a produit 17 épisodes d'une serié appelée Dem Täter auf der Spur (« Sur la piste du coupable ») qui se fondait sur 17 scénarios originaux des Cinq Dernières Minutes. Tous les épisodes ont été mis en scène par Jürgen Roland, les protagonistes étaient interprétés par Günther Neutze, Günther Stoll et Karl Lieffen.

## Moments-clés
Premier épisode : La Clé de l'énigme, diffusé le 1er janvier 1958 à 20 h 15. Annoncé au préalable sous le titre Qui a tué Mona ?. Raymond Souplex y est nommé pour la seule et unique fois l'« inspecteur Sommet », du nom de l'anti-héros des romans de Fred Kassak à qui Claude Loursais avait confié le scénario de l'épisode-pilote, et qui collabora à la série jusqu'à la fin de la saison 1. Dès la seconde émission, Claude Loursais le baptisa « Bourrel » en l’assortissant de son fameux « Bon Dieu, mais c’est bien sûr ! ».
Épisodes 1 à 5 : format 40 minutes (dont 5 minutes pour interroger les deux candidats), tournage entièrement en studio et en direct. Le système est éprouvant pour les techniciens et comédiens qui doivent être prêts en moins d'une minute à rejouer à l'identique, mise en place du décor comprise, les passages que les deux candidats demandent à revoir, ceux-ci n'étant pas enregistrés.
Premier épisode avec le générique Arsenic Blues : Les Cheveux en quatre (épisode 3) diffusé le 9 mars 1958.
Épisodes 6 à 20 : format 90 minutes (dont 5 minutes pour les candidats), tournage en studio en direct plus séquences enregistrées.
Premier épisode sans candidats : Épreuves à l'appui (épisode 21) diffusé le 6 juin 1961 (épisode 21).
Premier épisode non réalisé par Claude Loursais : Le Tzigane et la Dactylo (épisode 24) diffusé le 17 avril 1962.
Premier épisode diffusé en couleurs : Meurtre par la bande (épisode 53) diffusé le 4 mai 1972. C'est le dernier épisode où paraît l'inspecteur Dupuy (Jean Daurand).
Dernier tournage de Raymond Souplex : Le diable l'emporte (épisode 54, en noir et blanc sur le site de l'INA mais semblant avoir été diffusé en couleur) diffusé le 10 novembre 1972 : il tourna jusqu'au 20 octobre 1972 des raccords en studio pour cet épisode après ses derniers jours d'extérieurs pour Un gros pépin dans le chasselas (épisode 56).
Dernier épisode avec Bourrel (Raymond Souplex décède 22 novembre 1972 avant le tournage des intérieurs en studio) : Un gros pépin dans le chasselas (épisode 56) diffusé le 7 novembre 1973.
Dernière apparition de Raymond Bussières dans l'épisode Dynamite et compagnie diffusé le 15 décembre 1982.
Dernier épisode réalisé par Claude Loursais : À bout de course (épisode 91) diffusé le 23 février 1983.

## DVD
- La période de Raymond Souplex : tous les épisodes ont été édités en DVD.
- La période de Christian Barbier : inédite.
- La période Jacques Debary : 67 épisodes ont été édités en DVD LCJ Éditions.
- La période Pierre Santini : tous les épisodes ont été édités en DVD.

## Livres
- Pas de témoin pour Bourrel (1972) de Yves Louvin - Collection Point Rouge.
- Bourrel connaît la musique (1972) de Claude Loursais - Collection Point Rouge.
- Les 5 Dernières minutes de Bourrel, Dupuy et leur planton Coulomb, souvenirs et enquêtes inédites de la célèbre série (octobre 2012) de Frédéric Parisse — Éditions L'Harmattan — narre l'histoire des « Bourrel » (1958-1972) grâce aux témoignages et anecdotes d'artistes, scénaristes et réalisateurs comme de l'auteur, et comprend deux enquêtes inédites transposées en roman (milieux sociaux choisis : les grandes surfaces en région parisienne et La Poste à Rouen) avec, comme du temps de Bourrel, la possibilité grâce à un indice de découvrir soi-même le ou la coupable…

## Pastiches
Dans l'album de bande dessinée no 3 de la série Rubrique-à-brac, Gotlib met en scène les personnages de Bougret et Charolles, caricatures respectives de Gébé et Gotlib. La trame de chaque épisode est invariante : le commissaire Bougret, assisté de son fidèle Charolles, mène une enquête sur un fond absurde. Les suspects sont toujours Aristidès Othon Frédéric Wilfrid (caricature du dessinateur Fred) et Blondeaux Georges Jacques Babylas (caricature de René Goscinny), ce dernier finissant toujours par être accusé d'être le coupable (à raison, mais sur des indices tirés par les cheveux). Dans cette série pastiche, les noms des deux personnages s'inspirent de ceux des héros des Cinq Dernières Minutes et des Enquêtes du Commissaire Maigret : Bougret est un mot-valise composé de Bourrel, incarné par Raymond Souplex), et de Maigret, personnage de Georges Simenon, et Charolles évoque le commissaire Cabrol incarné par Jacques Debary dans les Cinq Dernières Minutes. C'est au Bourrel de Raymond Souplex et à son « Bon Dieu ! Mais c'est… bien sûr ! » que Charolles doit son expression fétiche : « Bon sang mais c'est bien sûr ! »
L'assistant de Bougret, Charolles, a vécu de nouvelles aventures sous le crayon de Maëster (avec l'assentiment de Gotlib). Devenu le commissaire Charolles (toujours sous l'apparence de Gotlib) et désormais accompagné de l'inspecteur Piggs (une caricature de Maëster lui-même), ses enquêtes ont été publiées dans les pages de Fluide glacial, puis réunies dans l'album Meurtres fatals paru en novembre 1997 puis Meurtres fatals 02 paru en 1999.
Une adaptation cinématographique libre, Les vécés étaient fermés de l'intérieur, réalisée par Patrice Leconte, est sortie sur les écrans en 1976. Bougret et Charolles, interprétés par Jean Rochefort et Coluche, y sont rebaptisés Pichard et Charbonnier.
Dans ses bandes dessinées Vick et Vicky et les sauveteurs en mer contre les voleurs de cerveaux (2011), Le Guide ou le Secret de Léonard de Vinci (2012), Disparitions au stade (série Les Aventures de Vick et Vicky), Bruno Bertin fait intervenir l'inspecteur Bourrel et son adjoint Dupuis. Le personnage d'Angelino est fan de cette série dans l'album Vick et Vicky et l'héritage (2010) et répète régulièrement la formule « Bon sang mais c'est bien sûr ! ».
Raymond Devos cite Les Cinq Dernières Minutes en clin d’œil dans l'un de ses sketchs, La Dernière Heure.